# Albert Burn Conservation Area
Das Albert Burn Conservation Area ist ein unter Naturschutz stehendes Gebiet in der Region Otago auf der Südinsel von Neuseeland. Das Gebiet untersteht dem Department of Conservation.

## Geographie
Das Gebiet des Albert Burn Conservation Area erstreckt sich im Nordwesten des Lake Wānaka, westlich angrenzend über rund 20 km in Südwest-Nordost-Richtung und über eine Breite von maximal 12,5 km in Ost-West-Richtung, mit zwei Verzweigungen entlang der Flüsse Craigie Burn und Albert Burn. Beide Verzweigungen des Parks reichen über rund 7 km in östliche Richtung fast bis zum Lake Wānaka.